# The cake is a lie

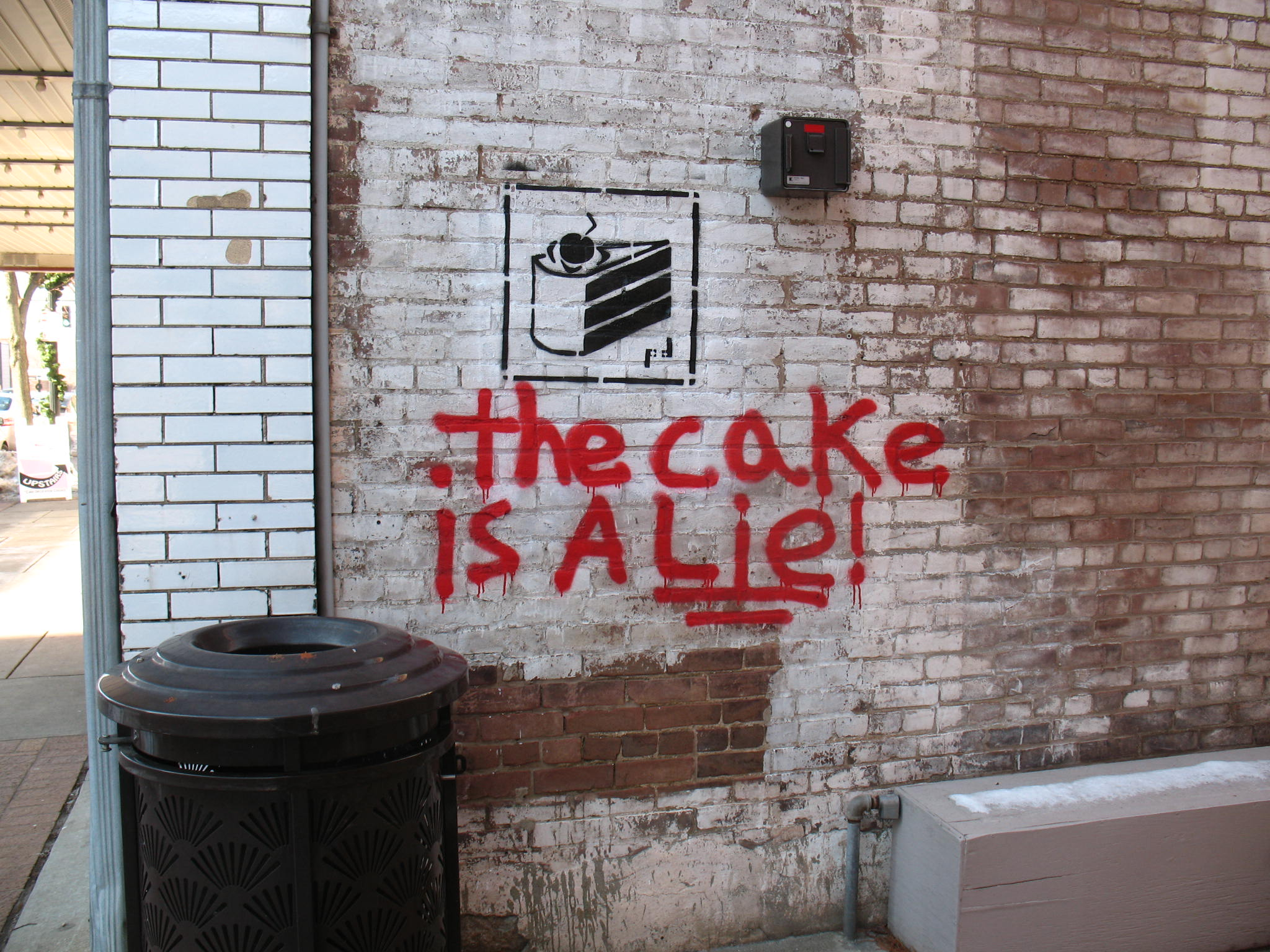
Grafiti en la pared en Urbana, Illinois, que hace referencia al eslogan y la iconografía de la rebanada de pastel de Portal.

"The cake is a lie" (en español: El pastel es una mentira) es una frase del videojuego de lógica Portal (2007). Dentro del videojuego es un grafiti dejado por Doug Rattman (ex empleado de Aperture Science) para advertir que GLaDOS, el villano principal del título, estaba engañando al jugador. Esta pretendía ser una referencia menor y una broma interna del equipo de desarrollo que implicaba que el jugador nunca recibiría la recompensa prometida. Se hizo inesperadamente popular entre los jugadores de Portal y desde entonces se convirtió en un meme de Internet ampliamente esparcido en el que la frase se coopta y se asocia con nuevos significados fuera del contexto original del juego.

## Uso

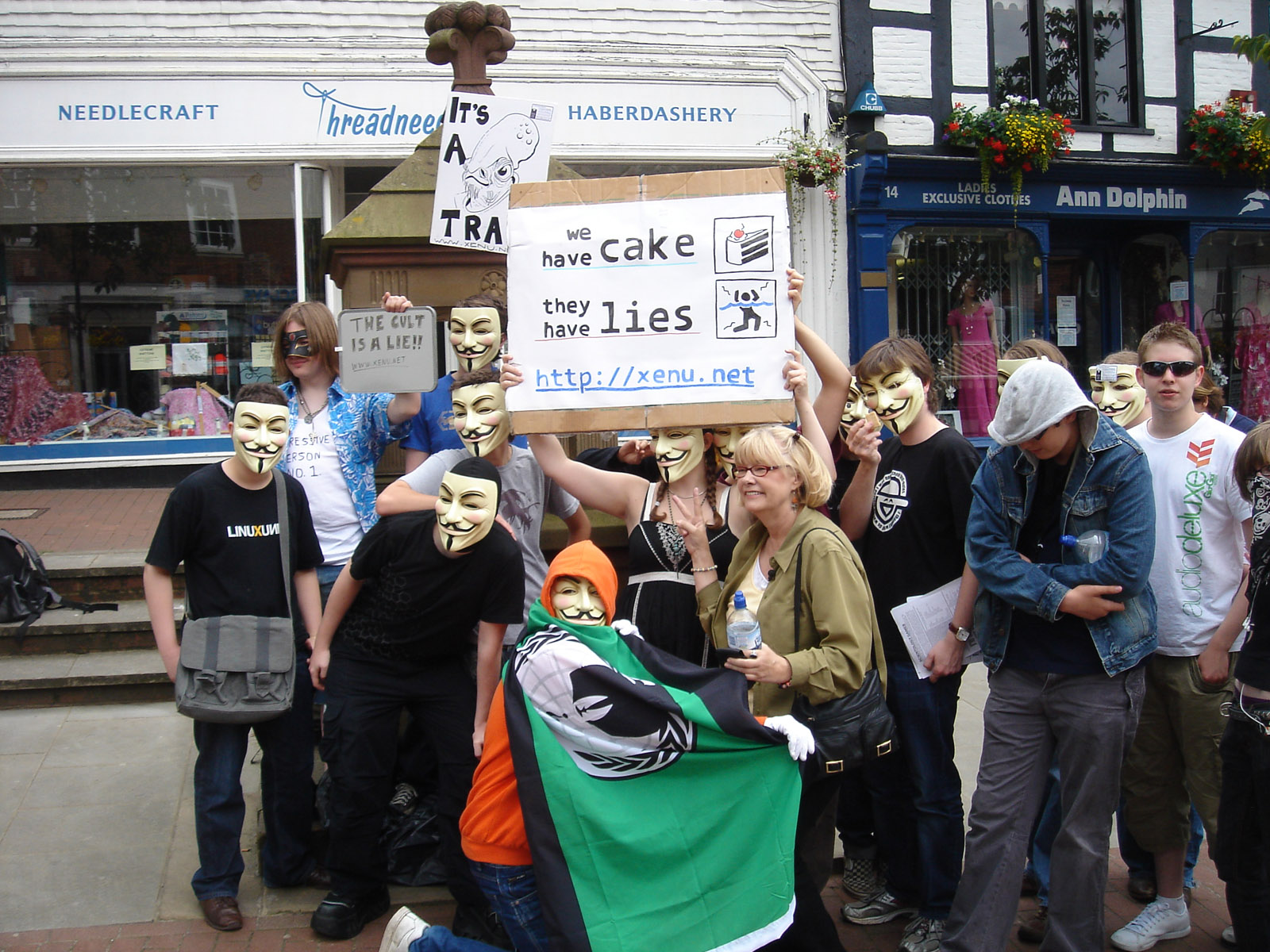
Un ejemplo de la frase original modificada y utilizada en contextos completamente diferentes por miembros de Operation Clambake.

El contexto original de "The cake is a lie" era transmitir el mensaje de que se está utilizando una recompensa para motivar a Chell, el personaje jugable de Portal, pero sin ninguna intención de entregarla. El uso temprano de la frase entre los fanáticos de Portal indicaba un estado de conocimiento irónico; representó una experiencia compartida y una forma de señalar las falsas fuentes de motivación.
Con el tiempo la frase se alejó mucho de su contexto original y lo adoptó la cultura de Internet a través de su uso constante. Por ejemplo, la frase se ha utilizado como modismo para referirse a la búsqueda de un objetivo vacío e inalcanzable, o como punto de referencia en la discusión de protestas sobre las fallas del algoritmo del sistema educativo británico por parte de un académico investigador. "The cake is a lie" también se usa para referirse a pasteles reales,  como fan art que hace referencia a Portal, o como una descripción literal de pasteles que están diseñados como réplicas realistas de personas y objetos.

## Origen

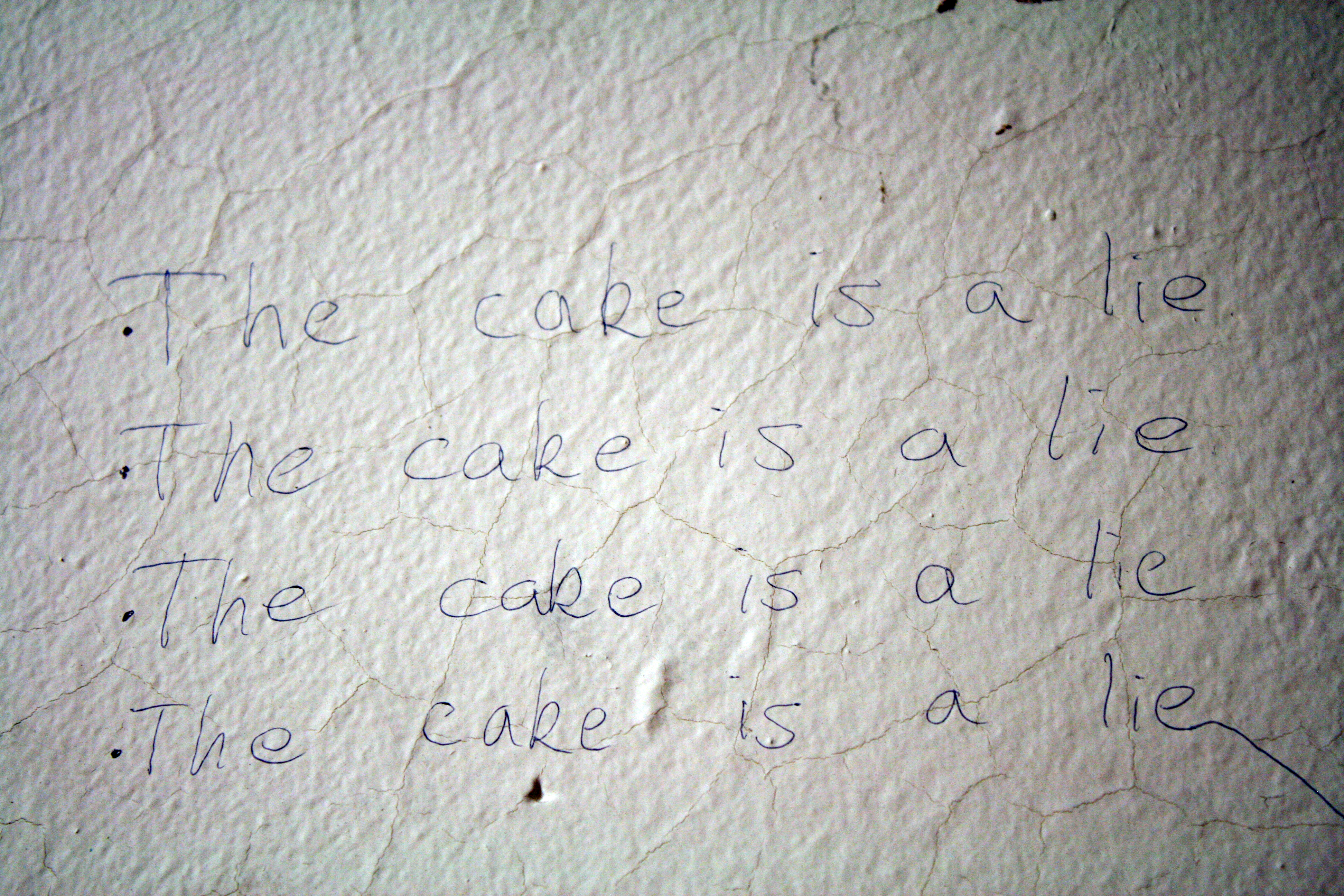
Recreación a bolígrafo del grafiti "The cake is a lie". En Portal, el mensaje se dibuja con letras gruesas y entintadas sobre paredes de hormigón desnudo.

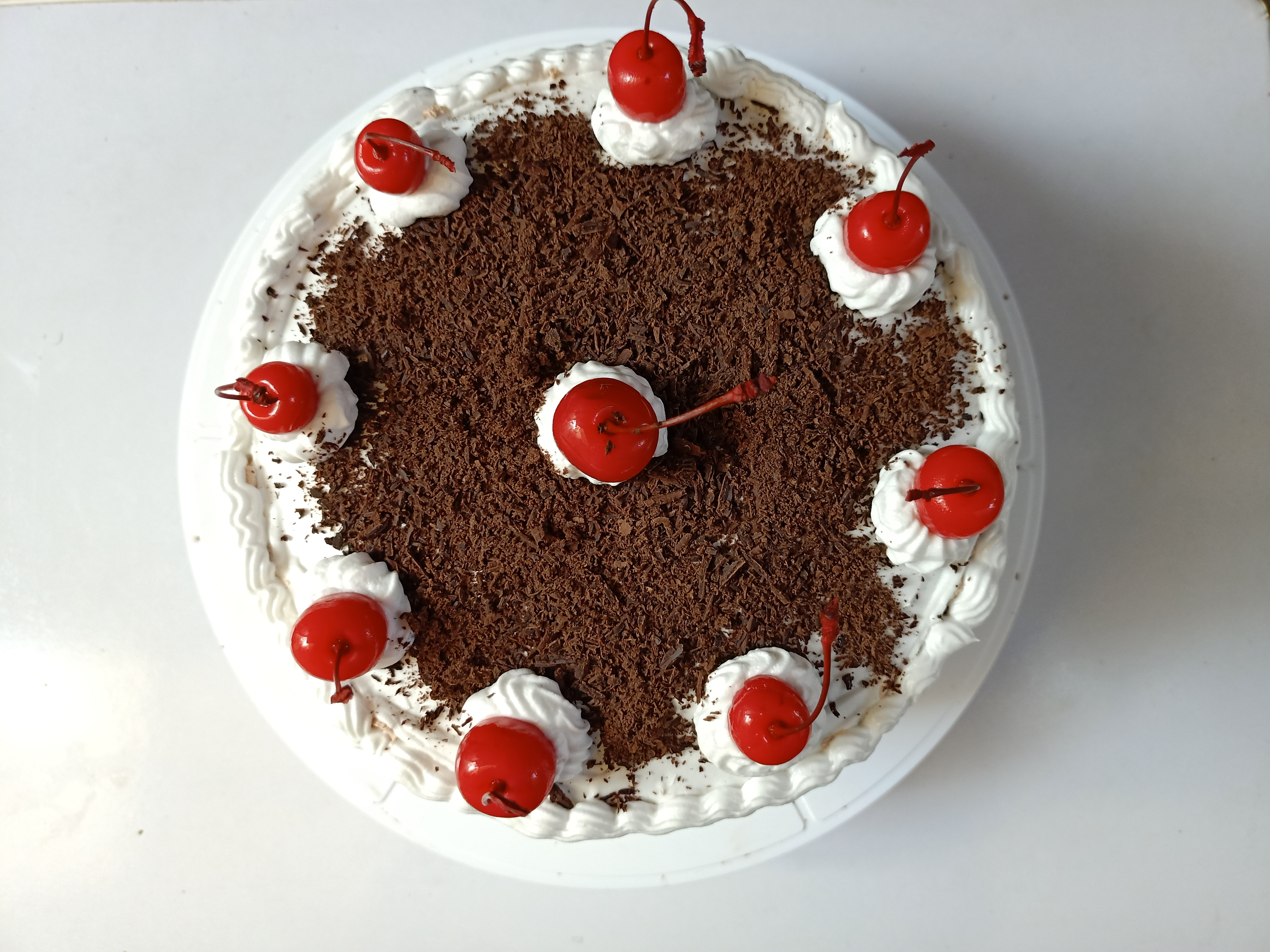
Un ejemplo de tarta Selva Negra

La frase aparece por primera vez en Portal, videojuego de lógica lanzado en 2007. Se puede encontrar garabateado de manera desquiciada dentro de cubículos ocultos a lo largo de las cámaras de prueba que los jugadores deben completar, con la frase escrita varias veces por el último científico sobreviviente del incidente de neurotoxina de Aperture Science, Doug Rattman. Es en referencia al hecho de que una IA que guía a Chell a través de las cámaras, GLaDOS, promete un pastel como recompensa si logra todas las cámaras de prueba. Sin embargo, GLaDOS resulta ser engañosa y Rattman dejó el mensaje como advertencia. Se hace referencia al pastel en la letra de la canción que aparece en los créditos finales del juego, "Still Alive".
Los escritores de Portal Erik Wolpaw y Chet Faliszek desarrollaron la frase como un recurso de la trama, "un ancla temática que ofrece una o dos risas en su encuentro, revelación y guiño posterior a los créditos" sin considerar su potencial para convertirse en un fenómeno viral, así como Wolpaw y Faliszek habían anticipado que un aro inocuo que cae del cielo después de que el personaje del jugador escapa de la instalación explosiva también atraparía a los fanáticos. La idea de usar el pastel como recompensa propuesta surgió al comienzo del proceso de desarrollo de Portal, donde los escritores se reunieron como grupo para determinar en qué filósofo o escuela de filosofía se basaría su juego. Se llegó a un consenso cuando un miembro del equipo sugirió que a mucha gente le gustan los pasteles. El elemento del pastel, junto con los mensajes adicionales que se le dan al jugador en las áreas detrás de escena, fueron escritos y dibujados por Kim Swift. Swift se inspiró en una versión del Pastel de la Selva Negra, ofrecido por Regent Bakery and Café en Redmond, Washington, que se encuentra cerca de las previas oficinas de Valve Corporation, desarrolladora y editora de Portal .

## Esparcimiento
"El pastel es una mentira" se citó con frecuencia en numerosos foros y blogs en Internet. Don Caldwell, editor gerente del sitio web Know Your Meme, dijo que los memes con frases como "The cake is a lie" se difunden fácilmente en Internet y tienen una barrera de entrada muy baja para participar en su proliferación.
El interés en la frase disminuyó a principios de 2009 antes de que experimentara un renacimiento en popularidad el 6 de julio del mismo año, que Caldwell atribuyó al cómic xkcd que hace referencia a la frase. Tyler Wilde de GamesRadar señaló que "The cake is a lie" se convirtió en una de las citas de videojuegos más repetidas en el año 2009. Stephen Totillo, quien fue editor de MTV.com en 2008, atribuyó parte de la aclamación generalizada Portal a la frase, junto con su tema principal, "Still Alive", y al cubo de compañía. James Davenport de PC Gamer opinó que un factor fundamental que contribuyó a la popularidad del meme se debió al año en que debutó, 2007, "en el que algunos de los memes más legendarios ganaron notoriedad y se cimentaron cerca de la cabeza de lo loco e inexplicable". desfile de la semiótica". Amanda Brennan estuvo de acuerdo y sugirió que 2007 marcó un punto en el que la cultura de Internet trascendió de los foros de nicho como 4chan y entró en "su propio ecosistema", logrando un atractivo general en el proceso.
El uso de la frase en la cultura popular experimentó un resurgimiento en el año 2020 en respuesta a la difusión en las redes sociales de otro meme basado en un pastel, donde se usa como una descripción literal de un pastel hiperrealista hecho para parecerse a otra cosa.

### Representaciones en la cultura popular

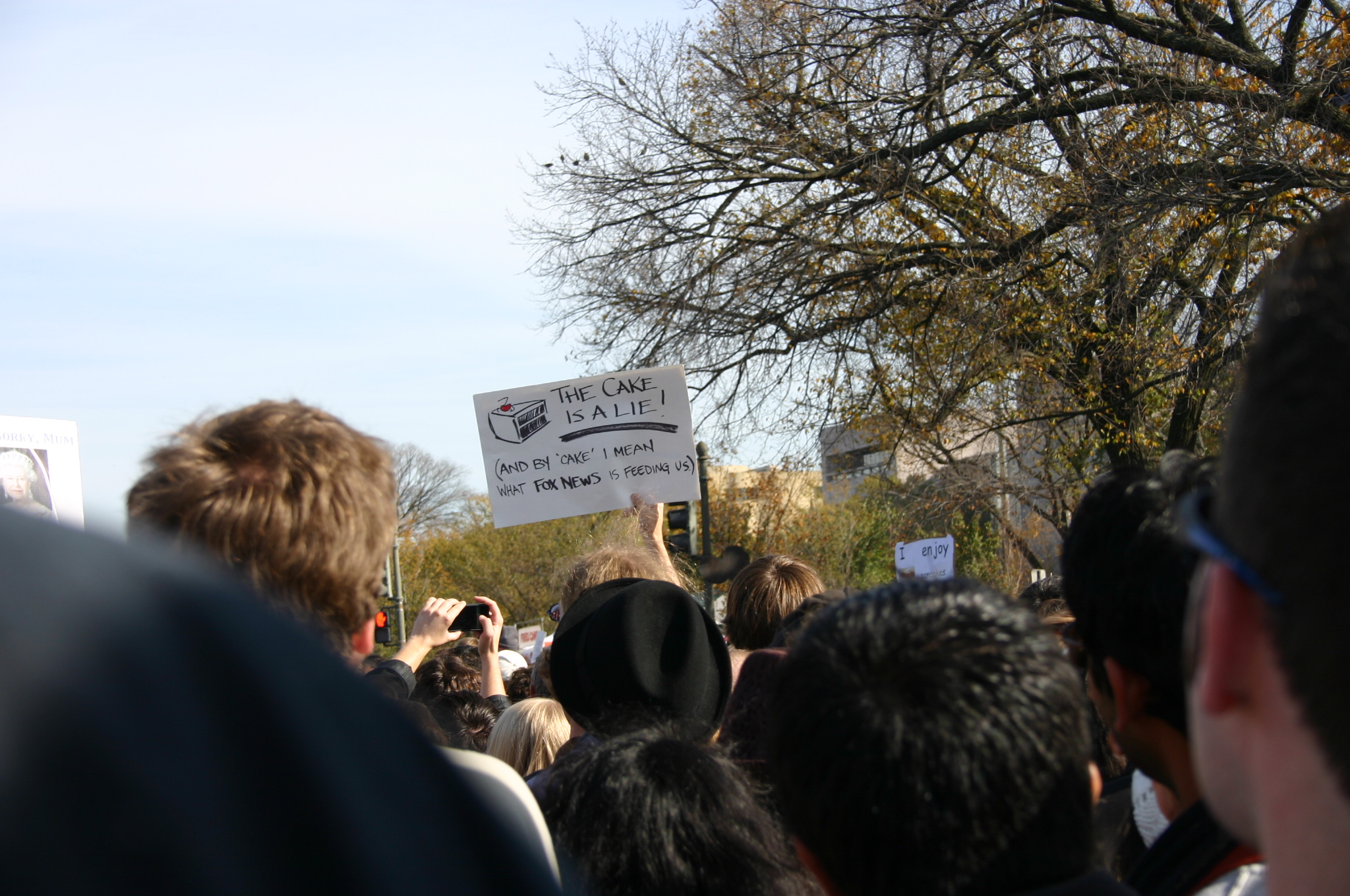
Un cartel de piquete en el Rally to Restore Sanity and/or Fear que hace referencia a la frase para criticar un canal de televisión de noticias por cable estadounidense.

Se ha hecho referencia al meme en películas de fanáticos, así como en discusiones sobre otros videojuegos por parte de periodistas de videojuegos o como un huevo de Pascua dentro de juego. Entre ellos están 'Splosion Man, Dragon Age: Origins, World of Warcraft, y Assassin's Creed: Valhalla.
La frase también se ha encontrado en otros contextos. Apareció en una calcomanía colocada en una manifestación anti-Scientology frente a la Oficina de Scientology de Londres en marzo de 2008. Una historia de KJRH-TV que se centró en Sooner Paranormal of Oklahoma, un grupo dedicado a "investigaciones e investigaciones paranormales", mostraba a un miembro del grupo caminando por un edificio supuestamente embrujado y descubriendo la frase garabateada en una pizarra, con la implicación de que los garabatos habían orígenes paranormales o inusuales.
Las referencias al pastel de Portal se han utilizado en diversas formas de comercialización, tanto oficiales como no oficiales. La frase también se ha utilizado con frecuencia como referencia en la cultura de Internet sobre pasteles reales desde el lanzamiento de Portal.

## Reacción
Los periodistas de videojuegos han elogiado la presentación de "The cake is a lie" en Portal como un ejemplo bien ejecutado de narración ambiental. El editor de Ars Technica, Johnathan Neuis, dijo que "The cake is a lie" fue una de las bromas internas más fuertes en los juegos desde "All your base are belong to us". Mashable clasificó a "The cake is a lie" como el meme de juegos más inolvidable de la década de 2000. The Regent Bakery señaló que desde el lanzamiento del juego, la selva negra ha sido uno de sus productos más populares.
Por el contrario, el editor de The Escapist, Ben "Yahtzee" Croshaw, criticó el uso excesivo de los memes de Internet, mencionando específicamente el uso de la frase como una referencia al huevo de Pascua en 'Splosion Man. Criticó a las personas que utilizan los memes de Internet para darse personalidad y argumentó que "The cake is a lie" no era lo más divertido de Portal. En una entrevista de 2010 con Gamasutra sobre Portal 2, Wolpaw indicó que no se harían bromas ni referencias al pastel para el juego ya que estaba "harto de los memes". Valve indicó que tenían la intención de dejar de promocionar el eslogan como humor ese mismo año, aún así, el licenciatario alemán Gaya Entertainment creó una mezcla de pastel con licencia oficial para la marca Portal y la lanzó en 2013.